# Южен Тирол
Южен Тирол (на италиански: Provincia autonoma di Bolzano; на немски: Autonome Provinz Bozen - Südtirol – Автономна провинция Болцано – Южен Тирол) е автономна провинция в Северна Италия, автономен регион Трентино-Южен Тирол. Със 7400 km² провинцията е първа в Италия по площ, а населението - около 494 000 души (2007). Територията ѝ съвпада с тази на историческата област Южен Тирол (Südtirol), наричана на италиански Алто Адидже (Alto Adige). Провинцията включва 116 общини, а административен център е град Болцано.

## Език
Най-голямата част от населението на Южен Тирол говори на немски като роден език. Затова и немският език и италианският език са официални езици в провинциалното правителство. В няколко общини се говори и друг романски език, ладинският.
| %     | Роден език      |
| 69,15 | Немски език     |
| 26,47 | Италиански език |
| 4,37  | Ладински език   |

### Общини с немско мнозинство
В 102 от 116-те тиролски общини най-голямата част от населенията говори на немски (в общината Сан Панкрацио за 99,81% от населението немският е роден език).

### Общини с италианско мнозинство
В 5 общини най-голямата част от населението говори на италиански: Болцано (73%), Лайвес (70,5%), Салорно (62%), Бронцоло (60%), Вадена (57%)

### Общини с ладинско мнозинство
В 8 общини най-голямата част от населението говори на ладински: Ла Вале, Бадия, Корвара ин Бадия, Маребе, Сан Мартино ин Бадия, Санта Кристина Валгардена, Селва ди Вал Гардена, Ортизей.

## Административно деление
Провинцията се състои от 116 общини:
- Болцано
- Авеленго
- Алдино
- Андриано
- Антериво
- Апиано сула Страда дел Вино
- Бадия
- Барбиано
- Брайес
- Бренеро
- Бресаноне
- Бронцоло
- Брунико
- Вадена
- Вал ди Вице
- Валдаора
- Вале Аурина
- Вале ди Казиес
- Вандойес
- Варна
- Велтурно
- Верано
- Вилабаса
- Виландро
- Випитено
- Гайс
- Гаргацоне
- Глоренца
- Добиако
- Еня
- Злудерно
- Кайнес
- Калдаро сула Страда дел Вино
- Кампо ди Тренс
- Кампо Турес
- Кастелбело-Чардес
- Кастелрото
- Киенес
- Киуза
- Корвара ин Бадия
- Корнедо ал'Изарко
- Кортача сула Страда дел Вино
- Кортина сула Страда дел Вино
- Курон Веноста
- Ла Вале
- Лагундо
- Лаза
- Лайвес
- Лайон
- Лана
- Лауреньо
- Лачес
- Лузон
- Магре сула Страда дел Вино
- Малес Веноста
- Маребе
- Марленго
- Мартело
- Мелтина
- Мерано
- Мозо ин Пасирия
- Монгуелфо-Тезидо
- Монтаня
- Налес
- Натурно
- Нац-Шавес
- Нова Леванте
- Нова Поненте
- Ора
- Ортизей
- Парчинес
- Перка
- Плаус
- Понте Гардена
- Постал
- Прато ало Стелвио
- Предой
- Провес
- Разун Антерселва
- Рачинес
- Ренон
- Рио ди Пустерия
- Рифиано
- Роденго
- Салорно
- Сан Дженезио Атезино
- Сан Кандидо
- Сан Леонардо ин Пасирия
- Сан Лоренцо ди Себато
- Сан Мартино ин Бадия
- Сан Мартино ин Пасирия
- Сан Панкрацио
- Санта Кристина Валгардена
- Сарентино
- Селва дей Молини
- Селва ди Вал Гардена
- Сенале-Сан Феличе
- Сеналес
- Сесто
- Силандро
- Стелвио
- Тезимо
- Теренто
- Терлано
- Термено сула Страда дел Вино
- Тирес
- Тироло
- Тродена нел парко натурале
- Тубре
- Ултимо
- Фалцес
- Фие ало Шилиар
- Фортеца
- Фунес
- Чермес
- Шена